# Воліпельга
Воліпе́льга (рос. Волипельга) — село у Вавозькому районі Удмуртії, Росія.

## Населення
Населення — 844 особи (2010; 962 в 2002).
Національний склад (2002):
- удмурти — 48 %
- росіяни — 48 %

## Господарство
У селі є середня школа, садочок «Казка», фельдшерсько-акушерський пункт, будинок культури, бібліотека, ветеринарний пункт. В селі встановлено пам'ятник праці — трактор, що має федеральне значення. 2007 року відкрита каплиця.
Урбаноніми:
- вулиці — Гагаріна, Євдокимова, Зарічна, Інтернаціональна, Кузебая Герда, Логова, Молодіжна, Набережна, Нова, Південна, Польова, Пролетарська, Радянська, Садова, Східна, Травнева, Центральна, Шкільна
- провулки — ММС